# Cornelia (Mutter der Gracchen)

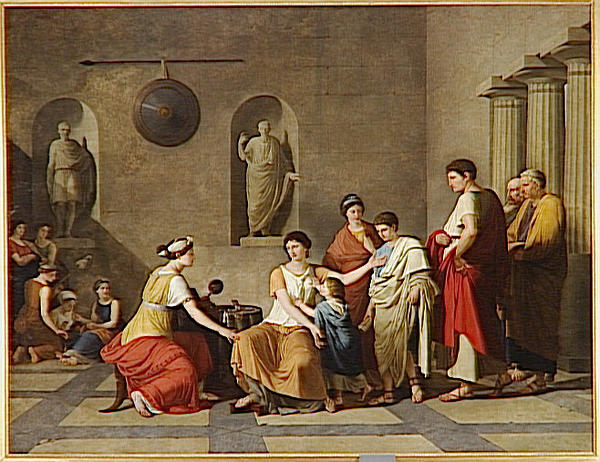
Cornelia, Mutter der Gracchen, Gemälde von Joseph-Benoît Suvée, 1795

Cornelia (* um 190 v. Chr.; † um 100 v. Chr.) war die zweite Tochter des Scipio Africanus, der zur Familie der Cornelier gehörte und Hannibal bezwang, und der Aemilia Paulla. Sie wurde die Ehefrau des älteren Tiberius Sempronius Gracchus, des Konsuls der Jahre 177 v. Chr. und 163 v. Chr., und Mutter „der Gracchen“, Tiberius und Gaius, deren Reformversuche (Gracchische Reform) die römische Republik erschütterten. Sie war eine der bedeutendsten Frauen im Rom des 2. Jahrhunderts v. Chr.

## Leben
Sie heiratete Gracchus, als sie für die Eheschließung bereits in relativ hohem Alter war. Die Ehe war glücklich, sie hatten zusammen zwölf Kinder, weit über dem römischen Standard. Allerdings überlebten nur drei dieser Kinder ihre Kindheit: Sempronia, die mit ihrem Adoptivvetter Publius Cornelius Scipio Aemilianus Africanus verheiratet wurde, und die Brüder Tiberius und Gaius. Nach dem frühen Tod ihres Mannes im Jahr 154 v. Chr. blieb sie Witwe (auch wenn ein Bewerber der ägyptische König Ptolemaios VIII. gewesen sein soll) und widmete sich ausschließlich der Erziehung ihrer beiden Söhne. Nach deren gewaltsamem Tod zog sie sich aus Rom in eine Villa in Misenum zurück.
Die Quellen und die heutige Forschung streiten sich, ob Cornelia ihre Söhne, deren Aktivitäten die konservativen patrizischen Familien, in die sie hineingeboren worden war, empörten, unterstützte oder mit ihnen nicht einverstanden war. In zwei Brieffragmenten, die unter ihrem Namen bei Cornelius Nepos überliefert sind, äußert sie sich dagegen; die Echtheit dieser Briefe ist allerdings umstritten.
Rom verehrte sie als Inbegriff der tugendhaften Matrona, und nachdem sie in hohem Alter gestorben war, wurde ihr als erster Frau in Rom eine Statue errichtet. Bei Ausgrabungen wurde eine Basis gefunden, die wohl zu dieser Statue gehört hatte. Die Inschrift darauf lautet: Cornelia Africani f(ilia) Gracchorum (Cornelia, Tochter des Africanus, (Mutter) der Gracchen).

## Bildende Kunst
Cornelia galt bei ihren Zeitgenossen und bei der Nachwelt als Musterbild einer tugendhaften Frau und Mutter. Viele Künstler nahmen sich im Lauf der Zeit des Themas an.
| Bild      | Entstehung                                                                     | Schöpfer                 | Werk |  |
| --------- | ------------------------------------------------------------------------------ | ------------------------ | --- |  |
|           | 123/107–100 vor Christus                                                       | Tisicrates               | Sockel eines Cornelia-Standbilds, Marmor, 80 × 112 × 135 cm, Rom, Kapitolinische Museen, Senatorenpalast, Tabularium. Cornelia war die erste Frau Roms, der ein Standbild errichtet wurde. Der Sockel gehörte vielleicht zu diesem Standbild. \| Inschrift \| Opus Tisicratis // Cornelia Africani f(ilia) / Gracchorum \| \| \| Werk des Tisicrates // Cornelia, Tochter des Africanus / (Mutter der) Gracchen \| |  |
|           | 1646                                                                           | Laurent de La Hyre       | Cornelia weist die Krone der Ptolemäer zurück, Öl auf Leinwand, 138 × 123 cm, Budapest, Museum der Bildenden Künste (Szépművészeti Múzeum). Nach dem frühen Tod ihres Mannes hielten viele Männer um Cornelias Hand an, so auch der ägyptische König oder Thronfolger Ptolemäus. Cornelia schlug jedoch das königliche Diadem und die Hand des Ptolemäus aus, um sich ganz der Erziehung ihrer Kinder zu widmen.   |  |
|           | 1788                                                                           | Angelika Kauffmann       | Cornelia, die Mutter der Gracchen, Öl auf Leinwand, 110 × 152 cm, jetzt Königliches Schloss Warschau Nach einer Anekdote von Valerius Maximus empfing Cornelia einst den Besuch einer vornehmen Dame, die stolz ihren prachtvollen Schmuck präsentierte. Cornelia zögerte mit einer Entgegnung, bis ihre Kinder aus der Schule zurückkamen und sagte dann: „Und hier sind meine Kleinodien“.                       |  |
|           | 1794                                                                           | Philipp Friedrich Hetsch | Cornelia, die Mutter der Gracchen, Öl auf Leinwand, 112 × 136 cm, Staatsgalerie Stuttgart Selbes Motiv nach Valerius Maximus wie Kaufmanns Bild |  |
|           | 1855                                                                           | Jules Cavelier           | Cornélie, mère des Gracques (Cornelia, Mutter der Gracchen), Standbild der Cornelia mit den beiden Gracchen, Marmor, Höhe etwa 1,60 m, Paris, Louvre. |  |
|           | 1893                                                                           | Levi Tucker Schofield    | These are my jewels (Inschrift: „Dies ist mein Schmuck“); Columbus, Ohio, Statehouse. Cornelia, die ihre Kinder als ihren wertvollsten Schmuck betrachtete, schart als Allegorie des Staates Ohio acht verdienstvolle Männer Ohios wie ihre Kinder um sich. |  |
| Inschrift | Opus Tisicratis // Cornelia Africani f(ilia) / Gracchorum                      |                          | |  |
|           | Werk des Tisicrates // Cornelia, Tochter des Africanus / (Mutter der) Gracchen |                          | |  |